# ژان-فیلیپ توسان
ژان-فیلیپ توسان (به فرانسوی: Jean-Philippe Toussaint) رمان‌نویس، عکاس و کارگردان بلژیکی است. او برندهٔ جوایزی چون جایزه مدیسی و جایزه دسامبر شده‌است. رمان حمام او توسط فرخ صادقی کلی به فارسی برگردانده شده‌است.